# Nanumaga

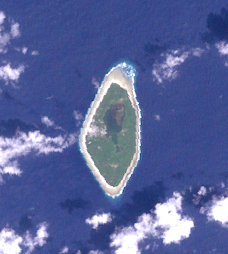
Imagem de satélite de Nanumanga

Nanumanga ou Nanumaga é uma ilha na nação oceânica de Tuvalu. Possui uma área de cerca de 3 km² e uma população de 589 habitantes, segundo o censo de 2002. Em 1986 tornou-se o centro de um debate entre arqueologistas devido a descoberta das submersas cavernas de Nanumanga, onde existiriam restos de fogo feitos por habitantes pré-históricos.

## História
Em 9 de maio de 1824, uma expedição do governo francês comandada pelo Capitão Louis Isidore Duperrey no navio La Coquille avistou a ilha de Nanumanga.
A população de Nanumanga entre os anos de 1860 e 1900 é estimada de 300 a 335 pessoas.
O Correio de Nanumanga foi aberto por volta de 1925.
Em 1986 tornou-se o centro de um debate entre arqueologistas devido a descoberta das submersas cavernas de Nanumanga, onde existiriam restos de fogo feitos por habitantes pré-históricos.

## Geografia
Existem três lagoas; a maior delas, Vaiatoa, tem 4 ilhas. Existem árvores de mangues, florestas nativas de folhas largas e palmeiras de cocos. A ilha tem um traçado oval, com o exio mais longo orientado de norte a sul. Um recife em franjas cerca a ilha inteira, o que faz a pescaria local e o transporte para dentro e fora da ilha difícil.
Em março de 2015, Nanumanga sofreu danos às casas, plantações e infraestrutura em razão das tempestades causadas pelo Ciclone Pam; 60 a 100 casas foram inundadas e as estrutura de saúde sofreu danos.

### Cabos
- Cabo no norte: Te Kaupapa
- Cabo no sul: Te Papa

### População
De acordo com o censo de 2002, a população da ilha era de 589 pessoas.

### Vilas
As duas vilas são Toga (também pronunciada Tonga), cuja população é de 308 pessoas, e Tokelau, com 281 pessoas, no lado oeste da ilha. A escola primária da ilha é a Escola Primária Lotohoni.